# 斯丽·瓦希尤尼·阿古斯蒂亚尼
斯丽·瓦希尤尼·阿古斯蒂亚尼（1994年8月13日—），印度尼西亚女子举重运动员，2014年亚洲运动会女子48公斤级银牌得主、2016年夏季奥运会女子48公斤级银牌得主、2018年亚洲运动会女子48公斤级银牌得主。